# Округ Хауард (Мисури)
Округ Хауард (енгл. Howard County) је округ у америчкој савезној држави Мисури.

## Демографија
По попису из 2010. године број становника је 10.144, што је 68 (-0,7%) становника мање него 2000. године.
| Група             | 2000.         | 2010.         |
| Белци             | 9.267 (90,7%) | 9.240 (91,1%) |
| Афроамериканци    | 699 (6,8%)    | 532 (5,2%)    |
| Азијати           | 12 (0,1%)     | 26 (0,3%)     |
| Хиспаноамериканци | 88 (0,9%)     | 122 (1,2%)    |
| Укупно            | 10.212        | 10.144        |